# 부건빌벌거숭이꼬리쥐
부건빌벌거숭이꼬리쥐 또는 부건빌자이언트쥐(Solomys salebrosus)는 쥐과에 속하는 설치류의 일종이다. 파푸아뉴기니와 솔로몬 제도에서 발견된다.